# Alois Jirásek
Alois Jirásek (23. srpna 1851 Hronov – 12. března 1930 Praha) byl český prozaik, dramatik, středoškolský učitel, a politik, autor řady historických románů a představitel realismu. Celý život pracoval jako učitel dějepisu na gymnáziu, nejprve v Litomyšli a poté v Praze. Přátelil se s mnoha významnými osobnostmi českého národa – například s M. Alšem, J. V. Sládkem, K. V. Raisem, J. S. Macharem či Z. Nejedlým. Navštěvoval umělecký kroužek v Kavárně Union na Národní třídě čp. 524/I, kde se scházeli Mikoláš Aleš, Josef Václav Myslbek, František Ženíšek, Antonín Wiehl a další. Působil jako redaktor časopisu Zvon. Byl zastáncem samostatnosti českého a slovenského národa a jako jeden z prvních podepsal Manifest českých spisovatelů.

## Život

### Mládí a Litomyšl
Alois Jirásek se narodil ve východočeském Hronově u Náchoda. Pocházel ze starého selského rodu. Jeho otcem byl Josef Jirásek (1822–1901), původně tkadlec a poté pekař, matkou Vincencie Jirásková, rozená Prouzová (1821–1887). Před Aloisem Jiráskem se jeho rodičům narodily děti: Helena, Josef, Emílie; po něm Rudolf, Žofie, Božena, Adolf a Antonín. Navštěvoval německé benediktinské gymnázium v Broumově (1863–1867), české gymnázium v Hradci Králové (1867–1871) a na pražské univerzitě vystudoval historii (1871–1874). Čtrnáct let žil v Litomyšli a působil tam jako gymnaziální profesor českého jazyka, dějepisu a zeměpisu. (O životě studentů v Litomyšli okolo roku 1848 pojednává jeho novela Filosofská historie. V Litomyšli se dále odehrávají povídky U rytířů a Na staré poště.)
Nepožadoval suché memorování dat, ale kladl důraz na kulturně historické souvislosti. Hned svým prvním vystoupením si získal respekt. Někdy třídy dokonce protestovaly, když zvěděly, že Jirásek u nich nebude učit. Uměl však zaujmout i tvrdé stanovisko, jako tomu bylo v případě vyloučení žáka městské reálky, který se v roce 1880 zúčastnil politické demonstrace v Litomyšli. 
Milan Skřivánek: Z dějin litomyšlského gymnázia do roku 1945
Publikovat začal již v době svých pražských studií, v Litomyšli vznikly jeho první významné práce (vedle Filosofské historie i Psohlavci). Dne 12. srpna 1879 se Alois Jirásek oženil s Marií Podhajskou (1859–1927), dcerou zámožného soukromníka. Měli 7 dětí, šest dcer a jednoho syna. Manželům Jiráskovým se narodily tyto děti: Božena (1880–1951, provdaná Jelínková), Marie (1881–1885), Ludmila (1885–1973), Miloslava (1886–1971, provdaná Pragerová), Zdeňka (1889–1975, provdaná Tříšková); poslední byla dvojčata Magdalena (1890–1954, provdaná Duchoslavová) a Jaromír (1890–1933).

### Pobyt v Praze
V roce 1888 Jirásek přesídlil do Prahy. Dva první byty v Praze mu příliš nevyhovovaly a teprve za pět let získal prostorný byt v Resslově ulici č. 1, na nároží dnešního Jiráskova náměstí, kde je osazena jeho pamětní deska.

V tomto bytě pak žil od roku 1903 až do své smrti v roce 1930. V Praze pokračoval v pedagogické práci (vyučoval na gymnáziu v Žitné ulici) i v literární činnosti. Pobyt v Praze mu dal možnost styku s uměleckým i vědeckým světem. Obnovil osobní styky s Mikolášem Alšem, s nímž sdílel obdobné umělecké představy a plány, a se spisovateli lumírovského kruhu (J. V. Sládkem, Jaroslavem Vrchlickým a Josefem Thomayerem), navázal přátelství se Zikmundem Wintrem a K. V. Raisem, trvalé kontakty měl také s mladší generací (J. S. Macharem, Jaroslavem Kvapilem a Zdeňkem Nejedlým). V Praze vznikají všechna jeho dramata i nejrozsáhlejší románová díla. Dne 3. 7. 1890 byl zvolen řádným členem České akademie věd a umění a roku 1901 byl jmenován mimořádným členem Královské české společnosti nauk.
Od roku 1909 byl v penzi a věnoval se výhradně literatuře. Z Prahy často zajížděl do rodného Hronova, ale též podnikal studijní cesty do míst, kam umisťoval děj svých děl. V roce 1876 poprvé navštívil Chodsko, které pak navštívil ještě několikrát. Dále se podíval do Drážďan (1885), jižních Čech (1887), Kostnice a Itálie (1890), na Slovensko (1897), do Bledu (1900) a do Uher (1897).
V roce 1913 se stal jedním ze signatářů výzvy "Jménem Slovanské humanity!", která upozorňovala na vykonstruovaný proces proti kyjevskému židovi Mendelu Bejlisovi. Výzvu k zastavení smyšleného obvinění z rituální vraždy se silně antisemitským podtextem vydal spolu s T.G. Masarykem, S.K. Neumannem, A. Rašínem, L. Heyrovským a dalšími.

### Manifest českých spisovatelů a vyhlášení samostatnosti
Ve shodě s charakterem svého celoživotního díla jako jeden z prvních podepsal v květnu 1917 Manifest českých spisovatelů, významné prohlášení podporující politické úsilí o státní samostatnost českého národa. S Izidorem Zahradníkem (pozdějším ministrem železnic) se účastnil čtení deklarace vyhlášení československé samostatnosti dne 28. října 1918 v 11 hod. pod sochou sv. Václava. V sobotu 21. prosince 1918 vítal po jedné hodině odpolední projevem prezidenta Masaryka na Wilsonově nádraží v Praze při jeho triumfálním návratu do vlasti. V období první republiky se s prezidentem Masarykem setkával často .
V politice setrval až do své nemoci, která mu také znemožnila psát. Dne 23. září 1921 vystoupil Jirásek z římskokatolické církve; zůstal sice nadále věřícím křesťanem, ale do žádné církve již nevstoupil, zůstal bez vyznání.

### Úmrtí a pohřeb
Alois Jirásek zemřel v Praze 12. 3. 1930, ale pohřben byl v rodném Hronově. V sobotu 15. března, v předvečer pohřbu, se před Národním muzeem na Václavském náměstí u sochy sv. Václava konala panychida, při které promluvili Karel Kramář a František Soukup. Národní pohřeb začal 16. března v panteonu Národního muzea. Alois Jirásek byl od roku 1921 bez vyznání a katolická církev zakázala k uctění jeho památky zvonit zvony pražských kostelů. Bylo rozhodnuto konat pohřební obřady bez účasti kněze. Pohřbu se účastnili: prezident T. G. Masaryk, vláda (několik katolických ministrů se odmítlo zúčastnit), generalita, rektoři vysokých škol, diplomaté spřátelených států. Čestnou stráž stáli vojáci 30. Jiráskova pěšího pluku a sokolové. Nad rakví promluvili ministr školství Ivan Dérer, Jaroslav Kvapil a Rudolf Medek. Po kremaci kolona aut vezla urnu do Hronova přes řadu českých měst, kde se též konala smuteční shromáždění. Poslední fáze pohřbu se uskutečnila 19. 3. 1930 v Hronově za účasti rodiny, četných spolků, korporací i vojska. Namísto zvonů zněly nad Hronovem sborové skladby J. B. Foerstera na slova J. V. Sládka: Z osudu rukou a Polní cestou.
Jirásek patří k našim nejvýznamnějším spisovatelům. Dovedl mistrovsky využít příznačných historických detailů k podrobnému prokreslení doby. Jeho postavy jsou zároveň nositeli i tvůrci historie. Výrazným znakem Jiráskova mistrovství je soulad mezi individuálním a obecným významem jeho postav. Jiráskovi vždy šlo především o obraz společenského dění, proto jedinec je u něho volen tak, aby zároveň reprezentoval svou dobu, její tendence a myšlenky.
Mne zvláště těší, že v četných projevech lásky k Vaší osobě zároveň jest vyjádřena láska našeho lidu k dobré české knize. Učil jste lid čísti, přemýšleti a uvažovati, to znamená připravovati cestu k svobodě...
 Tomáš Garrigue Masaryk v dopise Jiráskovi

## Ocenění a posmrtné pocty
- V letech 1918, 1919, 1921 a 1930 byl navržen na Nobelovu cenu za literaturu.[22]
- Byl nositelem Československé revoluční medaile,[23] v srpnu 1921 mu byl udělen bulharský Řád sv. Alexandra (Орден Свети Александър) a v roce 1926 jugoslávský Řád sv. Sávy.[24]

- Univerzita Karlova udělila Aloisi Jiráskovi dne 2. 4. 1919 čestný doktorát filozofie.[25]
- Gymnázium v Resslově ulici neslo od roku 1921 na jeho počest název Jiráskovo gymnázium.[pozn. 5]
- V nově vzniklé Československé republice se stal poslancem Revolučního národního shromáždění Republiky československé. V parlamentních volbách v roce 1920 získal senátorské křeslo v Národním shromáždění. Senátorem byl do roku 1925.[26] V parlamentu zasedal za výrazně pravicovou Československou národní demokracii.[27][28] Jeho vstup do Československé národní demokracie byl logický, protože tato strana byla pokračovatelkou strany mladočeské, jejímž přívržencem byl Jirásek před válkou.[29][30]
- Pomníky Aloise Jiráska jsou v Praze, Hronově, Litomyšli, Novém Bydžově, Šárovcově Lhotě; pomník Aloisi Jiráskovi v Příbrami tvoří sousoší Lenky a Vavřeny z Filozofské historie; spisovatelovy busty jsou instalovány na více místech v Česku
- Jiráskova ulice či náměstí jsou v mnoha městech v Česku, v Praze a Písku je Jiráskův most; po Aloisi Jiráskovi jsou pojmenována divadla v Hronově, Úpici a Novém Bydžově

Pomníky a sochy Aloise Jiráska
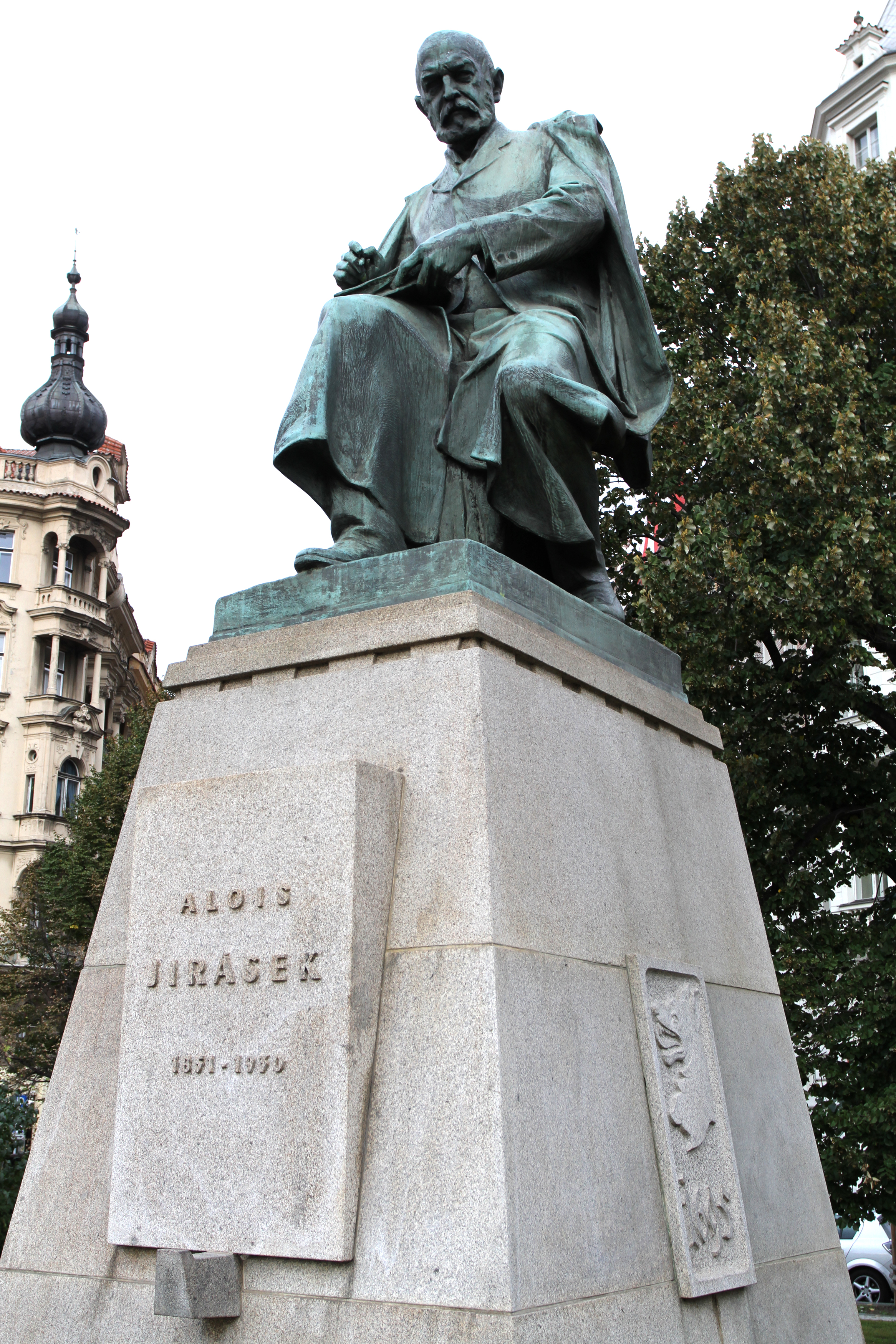
Na Jiráskově náměstí v Praze
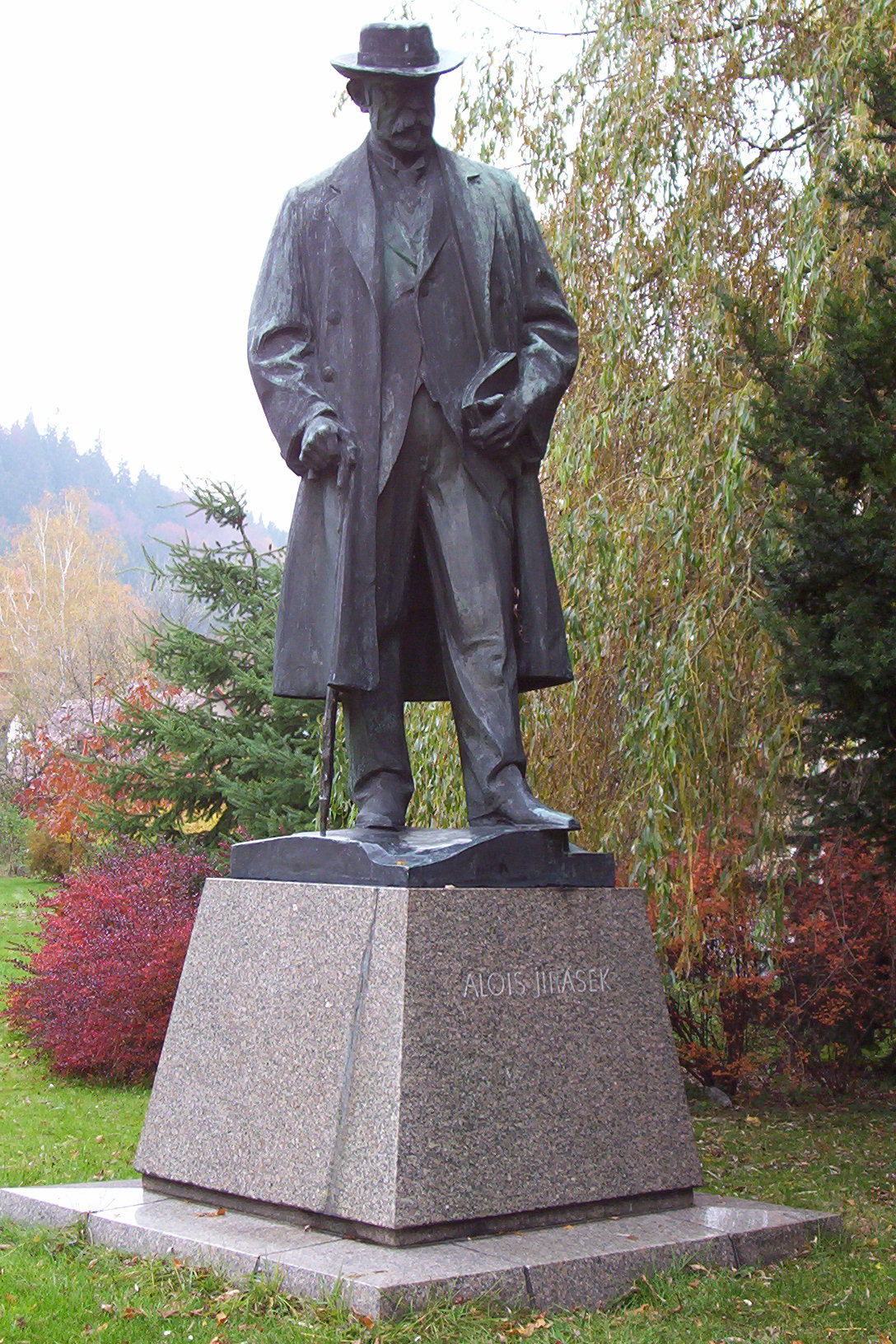
V hronovském parku
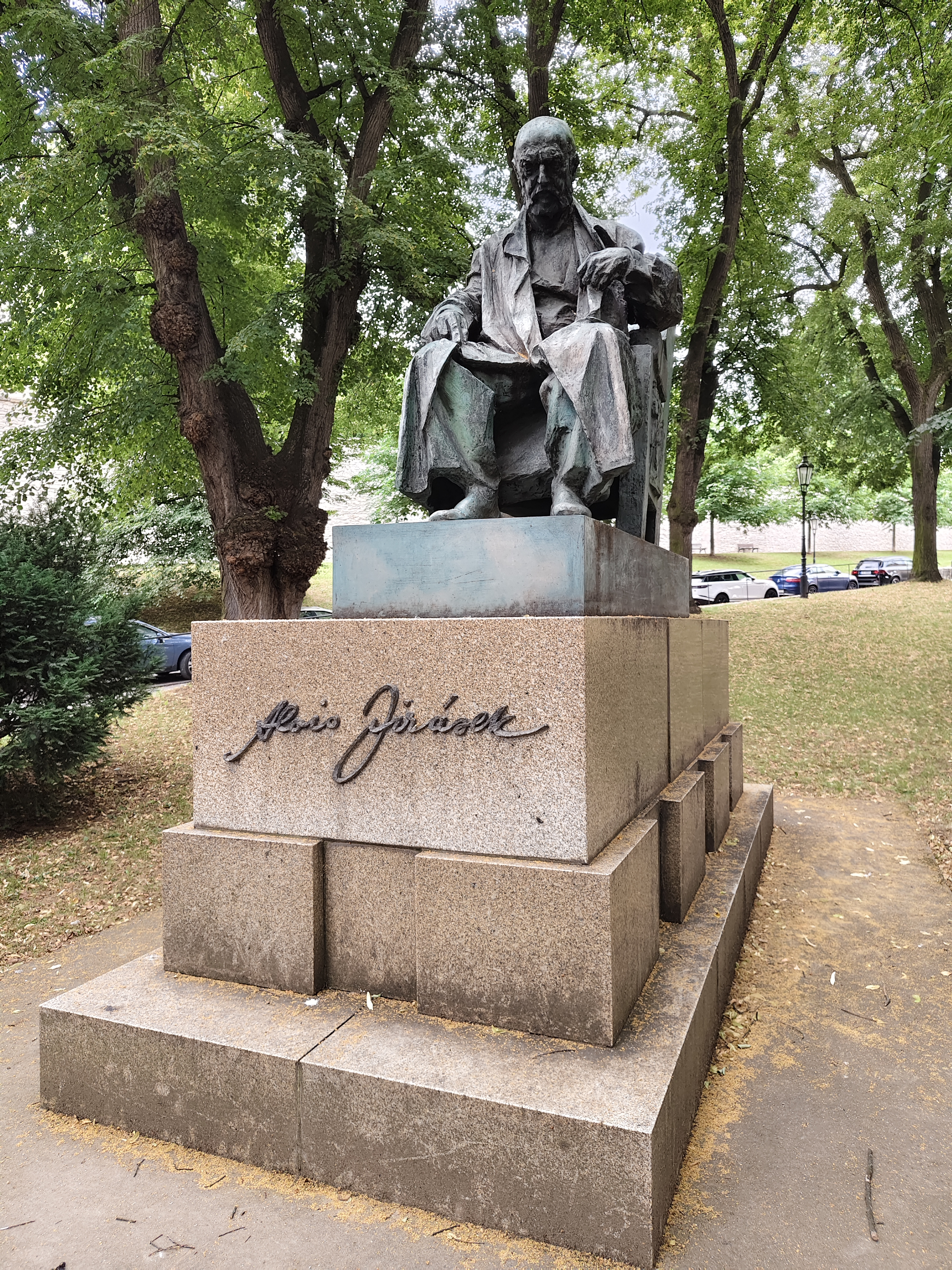
V parku v Litomyšli
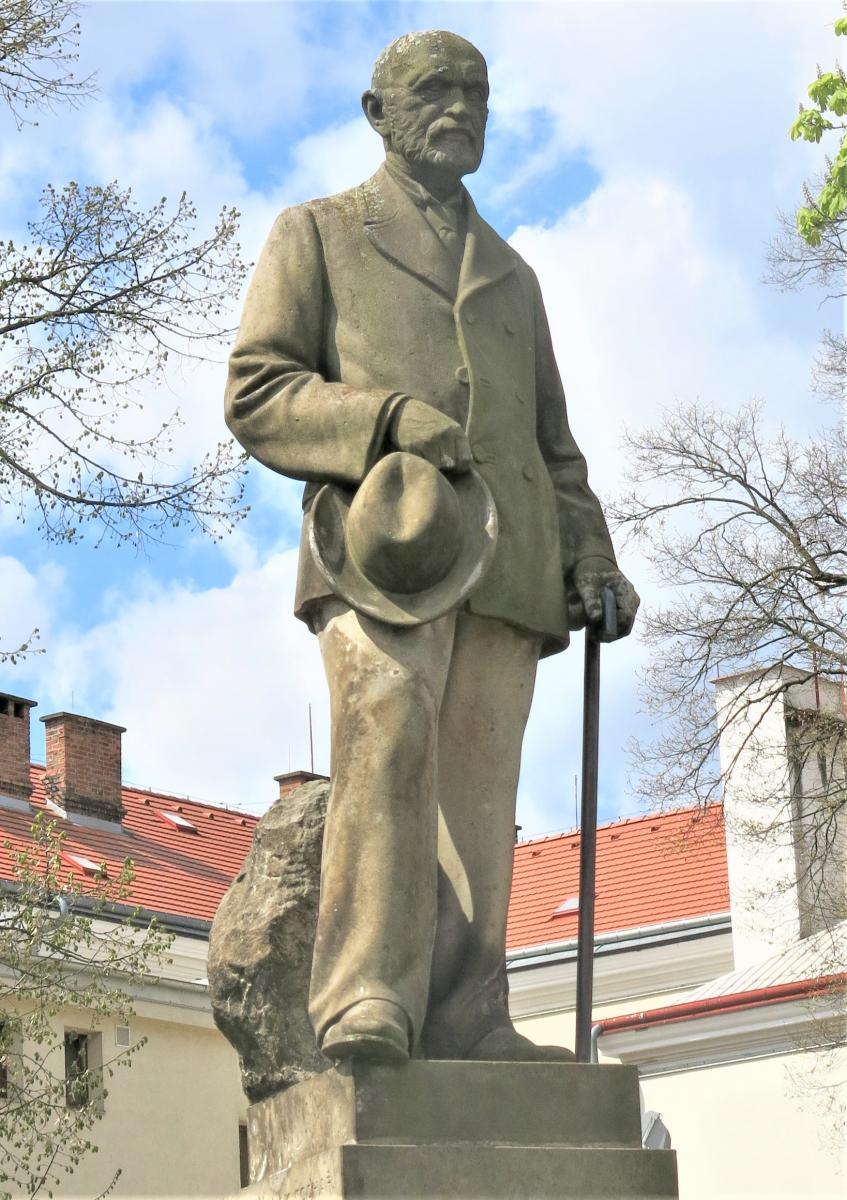
V Novém Bydžově
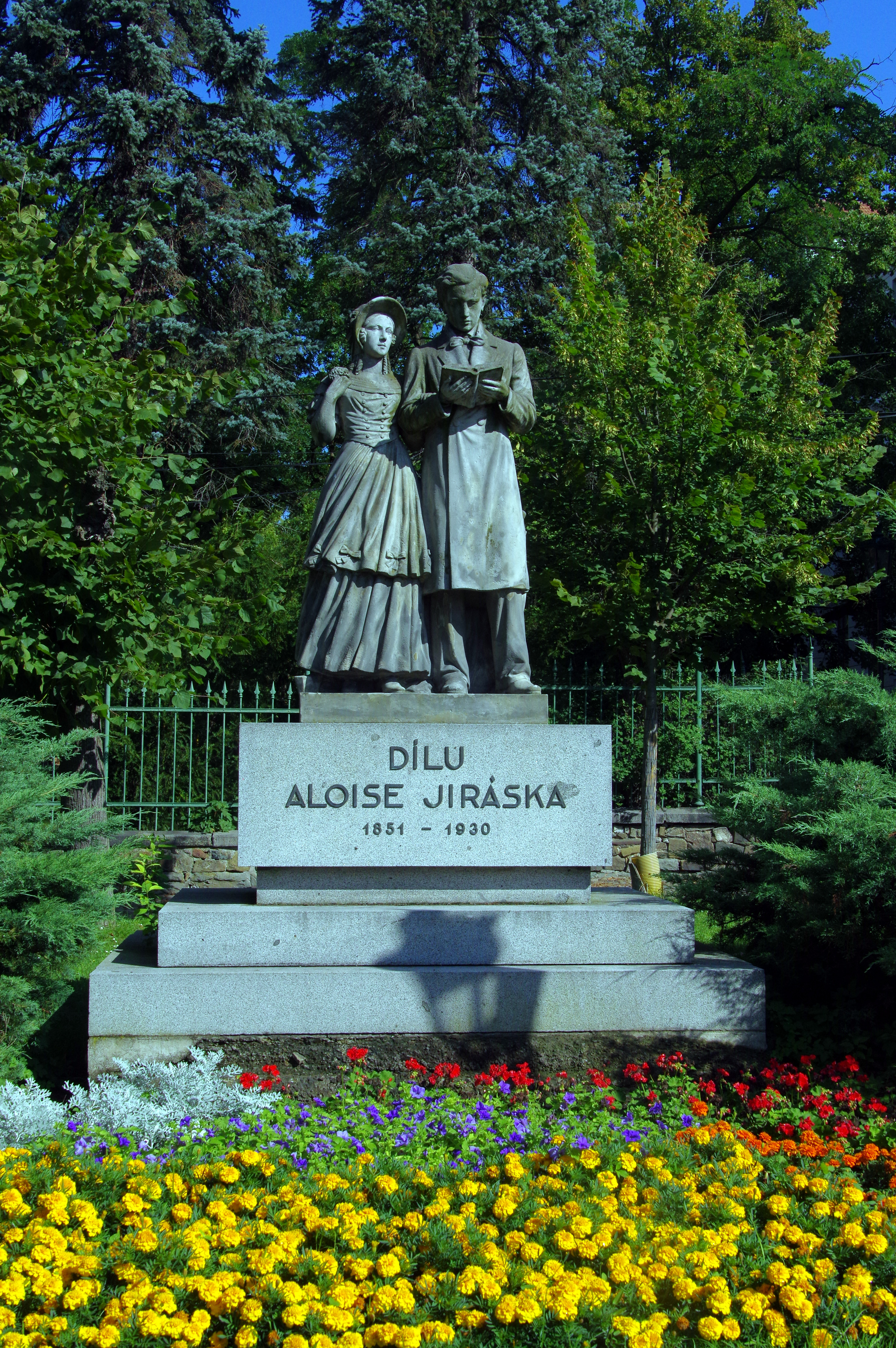
Sousoší Lenky a Vavřeny z Filozofské historie v Příbrami

## Dílo
Literární dráhu Jirásek zahájil veršovanou tvorbou v národním a vlasteneckém duchu. Svoje prózy pak zaměřoval na realitu soudobého venkova. Začínal v 70. letech 19. století, přímo za časů ruchovců, literárně činný byl však ještě ve 20. letech 20. století.
Jeho prvním větším literárním pokusem byla rozsáhlejší historická povídka Skaláci (1875). Posledním dílem se stal nedokončený román Husitský král.
Dostupné online.
Více než 50 let psal povídky, např. Povídka z hor 1878, Z bouřlivých dob 1879, Rozmanitá próza. Jeho prvotinou byla povídka Poklad (1873).
Rozpětí Jiráskova historického záběru je obdivuhodně široké. Zahrnuje období bájné, předdějinné (Staré pověsti české 1894, které byly opakovaně vydávány nejen pro dospělé, ale i jako četba pro děti a mládež). Podobně šťastný osud měly méně rozsáhlé balady, idyly a romance, vyhledávané nakladateli, ilustrátory a potom i filmovými tvůrci (Filosofská historie 1888, Maryla 1885, Zahořanský hon 1889, Balada z rokoka 1905).
První cyklus doby pobělohorské zahrnuje jednosvazkové příběhy komponované v duchu novel (Skaláci 1875, Skály 1886, Poklad 1881, Na dvoře vévodském 1877). Napsal dobrodružný román V cizích službách (1885) a povahopisný obraz Psohlavci (1884). Hlavní postavy reprezentují časové myšlenky, postavy vedlejší utvářejí místní prostředí v jeho všednodennosti.
Druhý cyklus obrazů z českých dějin má ráz románových epopejí a kronik. Obsáhly proměny Čech od počátků husitství až po jeho konec (v rozsáhlých románech Mezi proudy I–III 1887–1890, Proti všem 1893, Bratrstvo I–III 1900–1909), tlak rekatolizace (Temno 1913) a vzestup Čech od sklonku 18. století po rok 1848 (F. L. Věk I–V 1888–1906, U nás I–IV 1896–1903). Husitský král I–II (1920–1930) o panování Jiřího z Poděbrad zůstal nedokončen.
Úspěšné divadelní hry z tehdejší vesnice přispívaly k prosazování realismu na jevišti (Vojnarka 1890, Otec 1894). Rovněž úspěšné byly hry historické (Emigrant 1898 a tzv. trilogie tří Janů: Jan Žižka 1903, Jan Roháč 1914 a Jan Hus 1911). Trvalou součástí repertoáru domácích divadel se stala pohádkově laděná hra Lucerna, 1905.
Jirásek se účastnil redigování časopisu Zvon.

### Próza

#### Nejstarší období
- Staré pověsti české (1894) – soubor pověstí od praotce Čecha, přes dobu knížat, husitství až do období po bitvě na Bílé hoře.

#### Husitství
- Mezi proudy (1887–1890) – počátky husitského hnutí, spory krále Václava IV. se šlechtou a duchovenstvem; vystupují zde historické postavy – Hus, Žižka, Václav IV., arcibiskup Jan z Jenštejna
- Proti všem (1893) – vrchol husitského hnutí, stavbu Tábora, Zikmundovo tažení do Čech, bitvu na Vítkově. Dostupné online.
- Bratrstvo (1900–1909) – třídílný román o úpadku husitství po bitvě u Lipan a odchod husitských vojsk na Slovensko pod vedením Jana Jiskry z Brandýsa
- Husitský král (1920–1930) – román, jehož hlavní postavou je Jiří z Poděbrad, autor ho ukazuje jako silného panovníka; Jirásek román pro nemoc nedokončil, vyšly jen první dva díly,[31] děj je doveden do roku 1464. Dostupné online.
- Z Čech až na konec světa (1888) – diplomatická mise Jiřího z Poděbrad podle cestopisu Václava Šaška z Bířkova. Dostupné online.
- Slavný den (1879) – román se odehrává v letech 1419–1420 a zahrnuje období od bouří pražské chudiny po smrti krále Václava IV. až do bitvy na Vítkově, v níž hyne hlavní hrdinka tohoto romantického příběhu[32]
- Konec a počátek (1879) – román se odehrává v letech 1452–1453 na hradě Litice, kde je vězněn Václav Koranda starší, a líčí zánik táborství a vznik Jednoty bratrské[33]
- Zemanka (1885) – elegická povídka z doby po bitvě u Lipan s osudovou láskou paní Elišky k Laurinovi z adamitské sekty[34] Dostupné online.
- V cizích službách (1883) – román, jenž se odehrává na počátku 16. století za panování Vladislava Jagellonského a zobrazuje tragický osud potomků táboritů, kteří jako žoldnéři prolévají krev za cizí zájmy[35] Dostupné online.
- Maryla (1885) – povídka, milostný příběh z doby poděbradské. Dostupné online.

#### Doba pobělohorská
- Temno (1913–1915) – zobrazena doba největšího útlaku českého národa. Duchovní život ovládala katolická církev – jezuitský řád; nekatolíci se tajně scházejí při čtení bible a jiných zakázaných knih, za což jsou pronásledováni jezuity. Hlavní dějová linie sleduje osudy příslušníků rodiny myslivce Tomáše Machovce, postižené a rozbité vizitací jezuitských páterů. Za první světové války se Temno stalo nejoblíbenější českou knihou, neboť připomínalo pomíjivost moci, založené na násilí
- Psohlavci (1884) – román ze 17. století; Chodové pod vedením Jana Koziny usilují o obnovení chodských výsad, odboj je potlačen a Jan Sladký Kozina popraven, vyzve „Lomikara“ na Boží soud. Dostupné online.
- Skaláci (1876) – o selské vzpouře roku 1775 na Náchodsku. Dostupné online.
- Skály (1886) – z prvního desetiletí třicetileté války. Líčí osudy evangelické rodiny Křineckých z Ronova, vystěhované do oblasti Adršpachu, prolíná se tu i příběh dr. Voborského, potomka roku 1621 popraveného V. Kochana z Prachové; dále útisk poddaného lidu, který vyvrcholí neúspěšným povstáním. To je vedeno čáslavským knězem Matyášem (Matoušem) Ulickým, exkomunikovaným z církve a v Čáslavi popraveným na šibenici. Dostupné online.
- Na dvoře vévodském (1877) – román, jenž líčí osvícenskou atmosféru na náchodském zámku v poslední čtvrtině 18. století a snahy vlastenců o zrušení roboty. Dostupné online.
- Ráj světa (1880) – román, jehož děj je zasazen do Vídně a časově i některými postavami navazuje na román Na dvoře vévodském; jde o podrobnou malbu rozkošnického života na Vídeňském kongresu. Dostupné online.

#### Obrození
- F. L. Věk (1888–1906) – pětidílný román, hlavní hrdina František Ladislav Věk – kupec z Dobrušky, vlastenec; cílem bylo ukázat, jak probíhal proces národního obrození v Praze (proud intelektuální) a v Dobrušce (proud lidový); historické postavy: Václav Thám, Václav Matěj Kramerius a další; postava F. L. Věka vznikla podle skutečné osobnosti kupce Františka Vladislava Heka.[36]
- U nás (1896–1903) – čtyřdílná kronika (Úhor, Novina, Osetek, Zeměžluč) odehrávající se na Náchodsku a Hronovsku (Padolí), hlavní hrdina kněz – buditel.
- Filosofská historie (1878) – o životě studentů v Litomyšli a o bojích v Praze 1848. Dostupné online.

### Divadelní hry

#### Historická dramata
Tzv. trilogie tří Janů:
- Jan Hus (1911)
- Jan Žižka (1903)
- Jan Roháč (1914). Dostupné online.

Další historické hry:
- Kolébka (1891) – veselohra, odehrává se v době Václava IV.
- Emigrant (1898) – drama se odehrává o Vánocích v roce 1741 v Polici nad Metují, když do Čech vpadla vojska pruského krále Fridricha II.[37]
- M. D. Rettigová (1901) – veselohra věnovaná památce vlastenecké autorky a kuchařky
- Gero (1904) – tragédie, hledá příčiny záhuby polabských Slovanů

#### Ostatní divadelní hry
- Lucerna (1905) – pohádkové drama spojující svět reálných a pohádkových postav. [38]
- Vojnarka (1890) – tragédie staré lásky, která zůstala nenaplněna
- Otec (1894) – venkovské drama o lidské závisti a chamtivosti
- Samota (1908) – hra o třech jednáních, příběh nudící se paničky, která tráví letní čas na horské samotě a prožívá milostné dobrodružství; zfilmováno v roce 1965 (TV film, režie Jaroslav Novotný)
- Zkouška (1894)[39] – jednoaktovka z maloměstského prostředí Litomyšle
- Pan Johanes (1909) – pohádka o čtyřech jednáních; proti cizí moci pana Johanesa (Rýbrcoula) se brání česká princezna Kačenka, což bylo v době kolem první světové války chápáno jako alegorie boje za státní samostatnost; dle hry zkomponoval stejnojmennou operu Ivo Jirásek, libreto napsal Jiří Šrámek (1951–1952)

### Vydávání Jiráskových děl
Jiráskova tvorba se těšila koncem 19. století i ve 20. století značné oblibě a většina jeho prací byla vydávána opakovaně. K soubornému vydání Sebraných spisů Aloise Jiráska přikročilo nakladatelství Jan Otto v letech 1890–1930 (45 svazků); v letech 1927–1933 vyšlo v témže nakladatelství 2. vydání (47 svazků). Ani toto druhé vydání však nezahrnuje celou Jiráskovu tvorbu, neobsahuje např. raný Jiráskův román Slavný den. Třetí vydání Jiráskových spisů vycházelo v letech 1936–1947.
V období tzv. „druhé republiky“ (1938–1939) byl Alois Jirásek označen „za nejnebezpečnějšího šiřitele lživých interpretací našich dějin“ a vláda dala diskrétní pokyn, aby jeho díla zmizela z knihkupeckých výkladů. K oficiálnímu zákazu jeho spisů však nedošlo a některá díla byla vydána i za okupace.
V letech 1949–1958 vycházel z podnětu Klementa Gottwalda obsáhlý výbor z Jiráskových spisů (edice „Aloise Jiráska odkaz národu“, celkem 32 svazků s doslovy Zdeňka Nejedlého); Jiráskovy práce byly propagovány a často vydávány. Profesor Václav Černý o tom později napsal: „Za jediný kladný počin, vzešlý z jeho [Nejedlého] hlavy, můžeme pokládat pouze lidovou edici Aloise Jiráska, vyhlášenou Gottwaldem v listopadu 1948 jako propagaci »klasického dědictví české kultury«. A ne že by ti dva [Gottwald a Nejedlý] smyslu Jiráskova díla a umění, přímo rostlého z přástkové podstaty lidového báječství, vskutku rozuměli: viděli nikoliv umění největšího epického vypravěče naší prózy, nýbrž jen jeho politickou tendenci, v níž se ostatně mýlili. Ale alespoň byl nejširším čtenářským vrstvám našeho národa podán kus chleba umělecky i lidsky opravdu živného.“
Jiráskova díla vycházela i v nakladatelstvích speciálně zaměřených na mládež (Státní nakladatelství dětské knihy) a ve Státním pedagogickém nakladatelství; tato vydání byla často opatřena vysvětlivkami a komentářem pro potřeby mimočítankové četby. Řada Jiráskových prací byla přeložena do cizích jazyků: slovenštiny, polštiny, maďarštiny, ruštiny i němčiny. Ve 21. století jsou Jiráskovy spisy vydávány také ve formě e-knih; např. na stránkách Městské knihovny v Praze jsou k dispozici e-knihy: F. L. Věk I.–V., U nás I.–IV., Z Čech až na konec světa, Filosofská historie, Lucerna, Psohlavci, Staré pověsti české.
Kromě prózy a dramat byly vydány i Jiráskovy básně, vzpomínky a část korespondence:
- JIRÁSEK, Alois. Básně Aloise Jiráska. Vydání druhé. Hradec Králové: Nartex, [2006], ©2006. 93 stran. ISBN 80-254-8713-X.
- JIRÁSEK, Alois. Z mých pamětí: Poslední kapitoly k Nové kronice U nás. 7. vyd., (v MF 1. vyd.). Praha: Mladá fronta, 1980. 478, [2] s.
- JIRÁSEK, Alois. Dopisy: [Z let] 1871–1927. 1. vyd. Praha: Orbis, 1965. 209, [2] s.
- ALEŠ, Mikoláš, JIRÁSEK, Alois. Aleš a Jirásek, listy dvou přátel: [s reprodukcemi kreseb Mikoláše Alše a Aloise Jiráska]. 4. vyd. Praha: Orbis, 1953. 242 s., [22] l. obr. příl.

### Celková charakteristika díla
Ve svých žánrově rozmanitých dílech podává podstatný průřez téměř celými českými dějinami, ovšem s důrazem na úseky, které Jirásek chápal jako podstatné pro poznání minulosti důležité k porozumění současnosti. Tyto široké obrazy se zajímají o rozrůzněnost hromadných hnutí i o morální příčiny jejich rozpadu. Jirásek psal historickou prózu, a proto nelze jeho podání historie chápat jako historicky zcela věrné.
Vedle líčení převratných historických scén věnuje pozornost také častému líčení krajiny, osobních pocitů a prožitků hrdiny či přímo o zachycení domácí, především venkovské idyly. Významný byl jeho zájem o etnografii.
Jirásek byl i dramatik. Napsal 12 her, jejichž premiéry byly většinou uváděny v Národním divadle. Některé z jeho her jsou v repertoáru českých divadel dodnes. V hlavních rolích Jiráskových dramat rád vystupoval Eduard Vojan.
Jiráskovy historické romány a povídky byly vesměs vnímány na pozadí soudobého boje o svobodu a spravedlnost, národní i státní samostatnost, Jirásek se stal nejpopulárnějším českým autorem historické beletrie.
Málokterý český spisovatel se setkal s tak nekritickým obdivem a zároveň i s tak pohrdlivým odsouzením jako Alois Jirásek. Nejvíce mu bývá vyčítána rozvláčnost a idealizování historie. Jeho dílo bylo podloženo studiem pramenů, ale autor si z nich vybíral především ta fakta, která zapadala do jeho vlastenecky výchovných záměrů. Obzvláště v těžkých dobách obou světových válek měly Jiráskovy romány velký význam pro povzbuzení českého národa.

## Filmová a televizní zpracování

### Jiráskova díla
- 1925 Lucerna. Na motivy stejnojmenné hry A. Jiráska. Němý film. 78 min., režie Karel Lamač.
- 1931 Psohlavci. Na motivy románu A. Jiráska. 105 min., režie Svatopluk Innemann.
- 1936 Vojnarka. Na motivy hry A. Jiráska. 102 min., režie Vladimír Borský.
- 1937 Filosofská historie. Na motivy novely A. Jiráska. 88 minut, režie Otakar Vávra.
- 1938 Lucerna. Na motivy hry A. Jiráska. 84 min., režie Karel Lamač.
- 1947 Jan Roháč z Dubé. Na motivy hry A. Jiráska. 84 min., režie Vladimír Borský.
- 1950 Temno. Na motivy románu A. Jiráska. 115 min., režie Karel Steklý.
- 1952 Staré pověsti české. Na motivy knihy A. Jiráska. Animovaný loutkový film. 91 min., režie Jiří Trnka.
- 1954 Jan Hus. Na motivy hry A. Jiráska. 115 min., režie Otakar Vávra.
- 1955 Jan Žižka. Na motivy hry A. Jiráska. 102 min., režie Otakar Vávra.
- 1955 Psohlavci. Na motivy románu A. Jiráska. 91 min., režie Martin Frič.
- 1956 Ztracenci. Na motivy povídky A. Jiráska. 83 min., režie Miloš Makovec.
- 1956 Proti všem. Na motivy románu A. Jiráska. 109 min., režie Otakar Vávra.
- 1961 Magdalena Dobromila Rettigová. Na motivy hry A. Jiráska. TV film. 101 min., režie František Filip.
- 1965 Samota. Na motivy hry A. Jiráska. TV film. 76 min., režie Jaroslav Novotný.
- 1967 Lucerna. Na motivy hry A. Jiráska. TV film. 112 min., režie František Filip.
- 1968 Vojnarka. Na motivy hry A. Jiráska. TV film. 72 min., režie Jaroslav Novotný.
- 1968 Záhořanský hon. Na motivy povídky A. Jiráska. TV film. 87 min., režie Bohumil Sobotka.
- 1971 F. L. Věk. Na motivy románu A. Jiráska. TV seriál. 13 × 53 min., režie František Filip.
- 1979 Na dvoře vévodském. Na motivy románu A. Jiráska. TV film. 74 min., režie Evžen Němec.
- 1984 Poklad hraběte Chamaré. Na motivy Jiráskovy novely Poklad. 78 min., režie Zdeněk Troška.
- 1985 Psohlavci. Televizní inscenace opery Karla Kovařovice; libreto napsal podle Jiráskova románu Karel Šípek; 93 min., režie Milan Macků.
- 1986 Preceptor. Na motivy povídky A. Jiráska Na Ostrově z roku 1888. TV film. 73 min., režie Jiří Bělka.
- 2012 Staré pověsti české. Na motivy knihy A. Jiráska. Animovaný TV seriál. 26 × 10 min., režie Vladimír Mráz.

### Život A. Jiráska
- 1952 Mladá léta. Podle scénáře Vladimíra Neffa. 110 min., režie Václav Krška.

## Fotogalerie

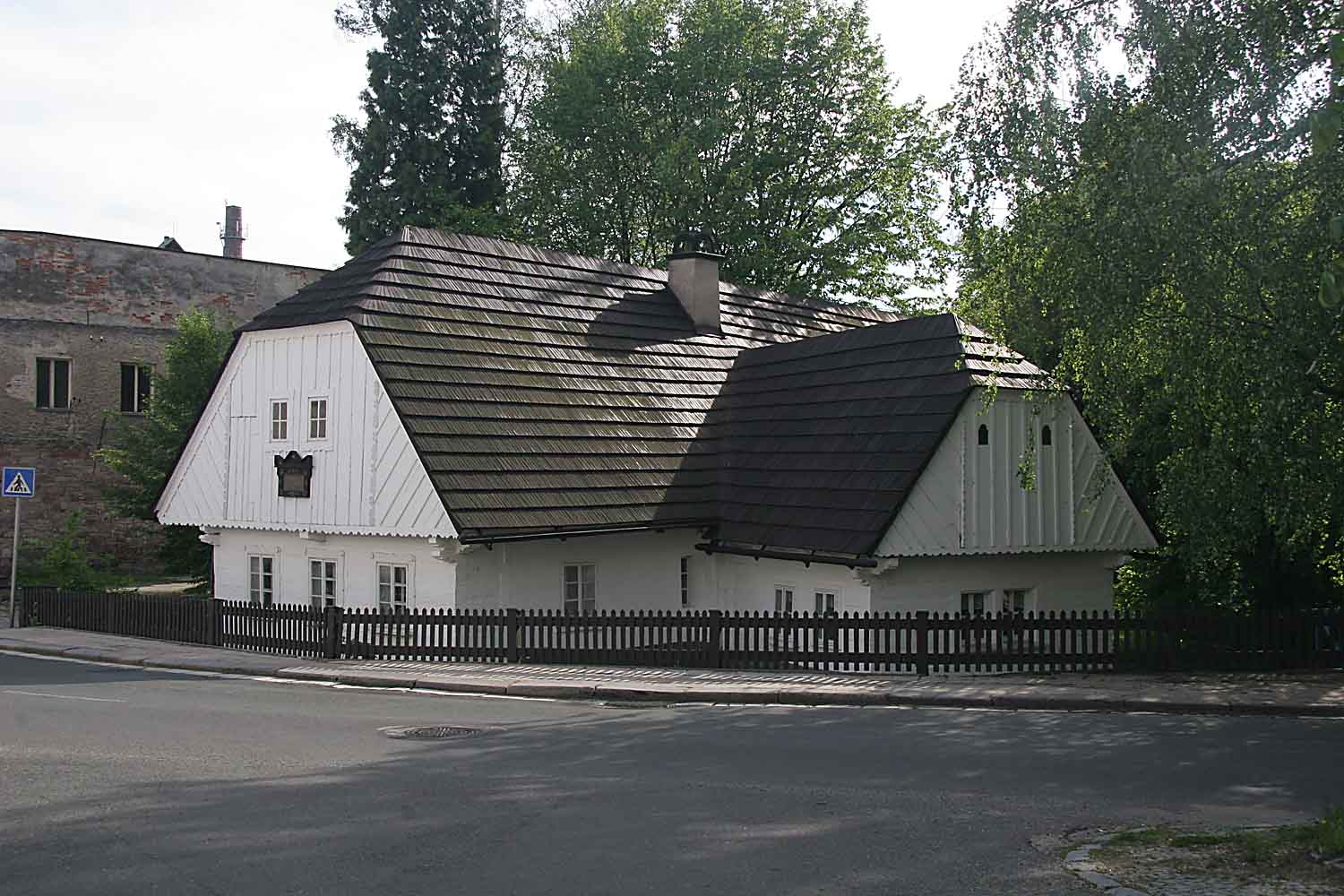
Rodný dům v Hronově
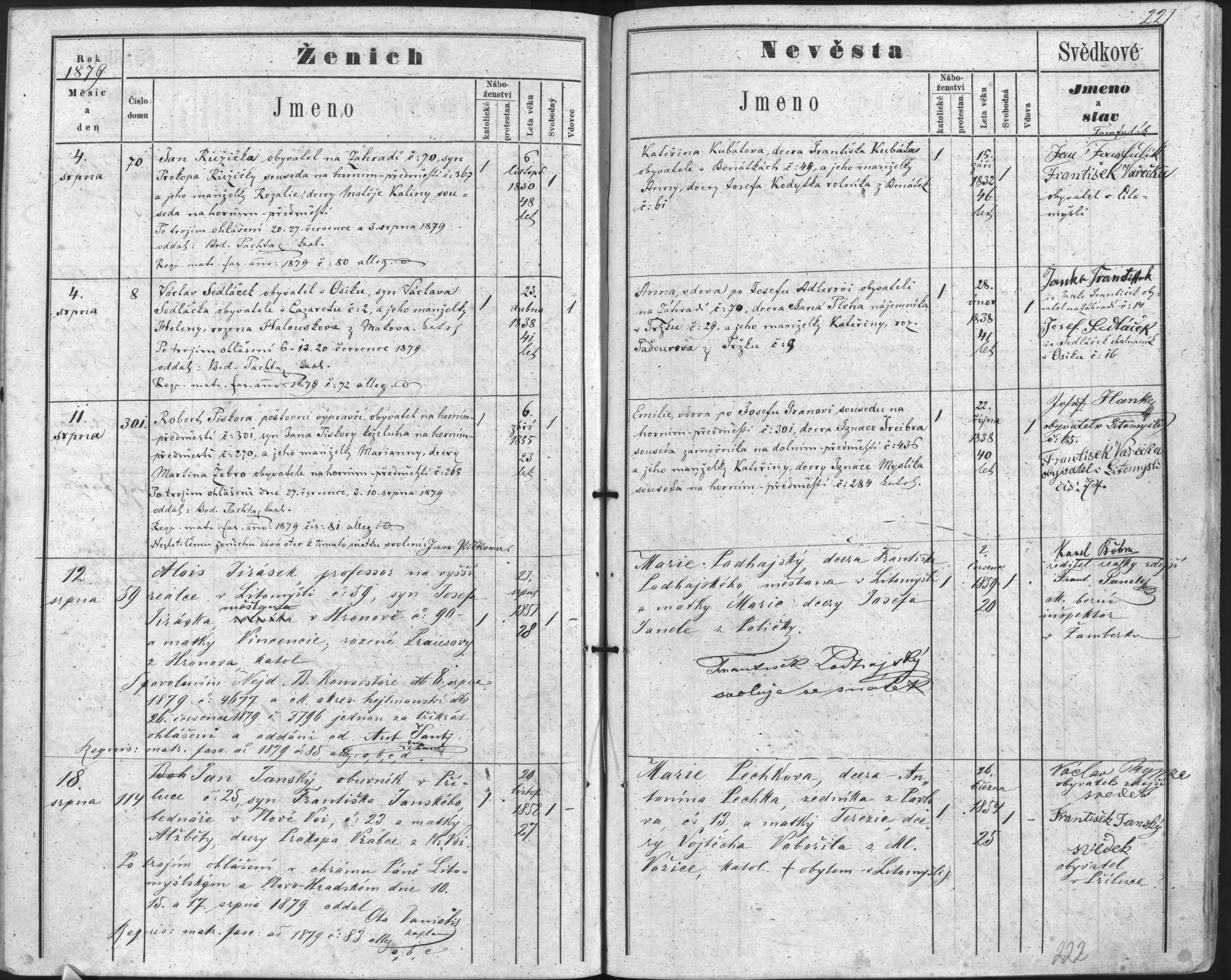
Matriční záznam o sňatku
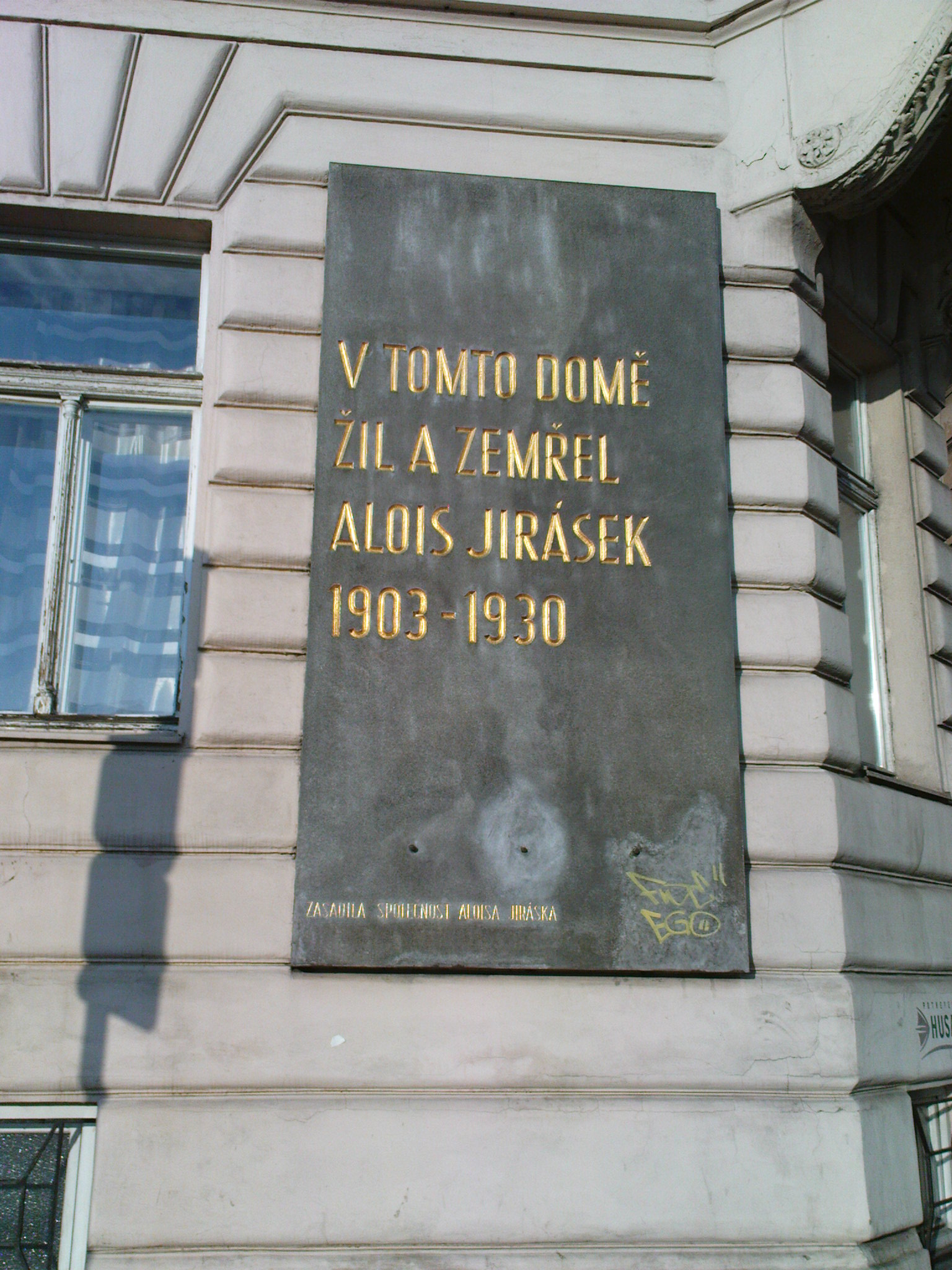
Pamětní deska v Praze na Jiráskově náměstí (před domem stojí pomník – viz výše)
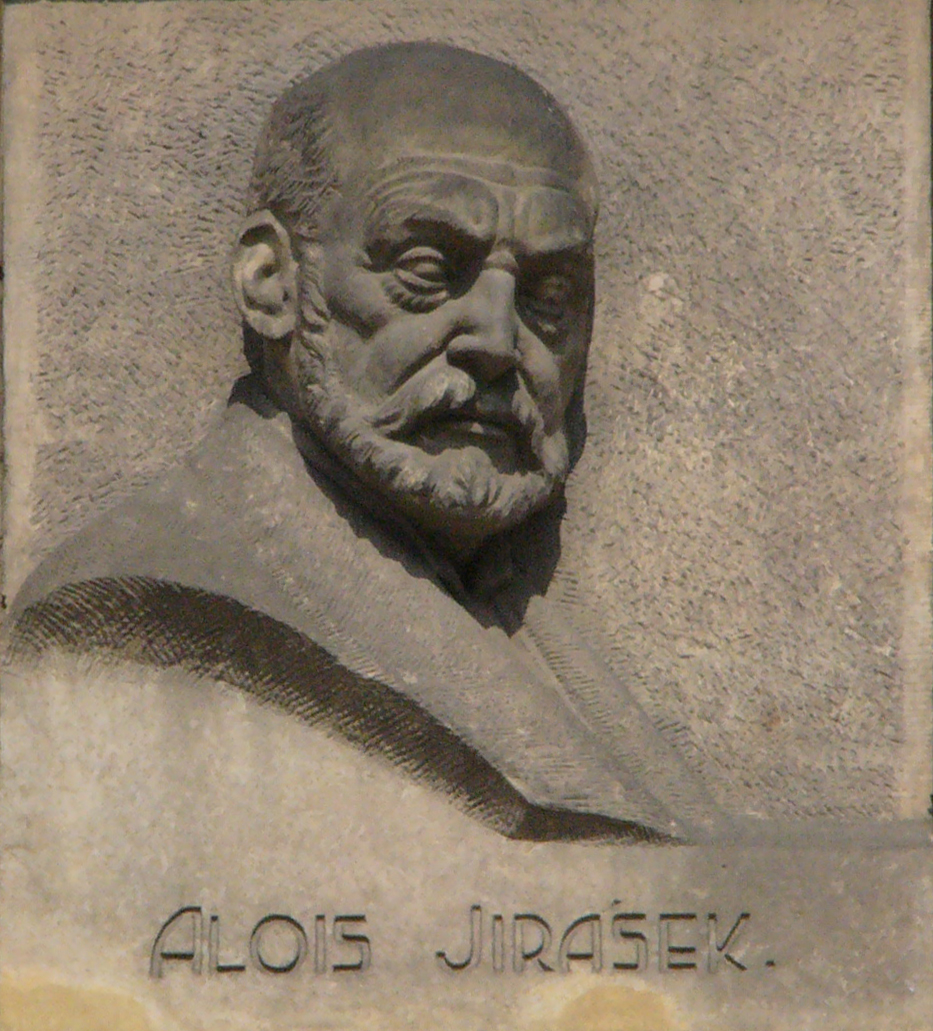
Reliéf Aloise Jiráska v Olomouci
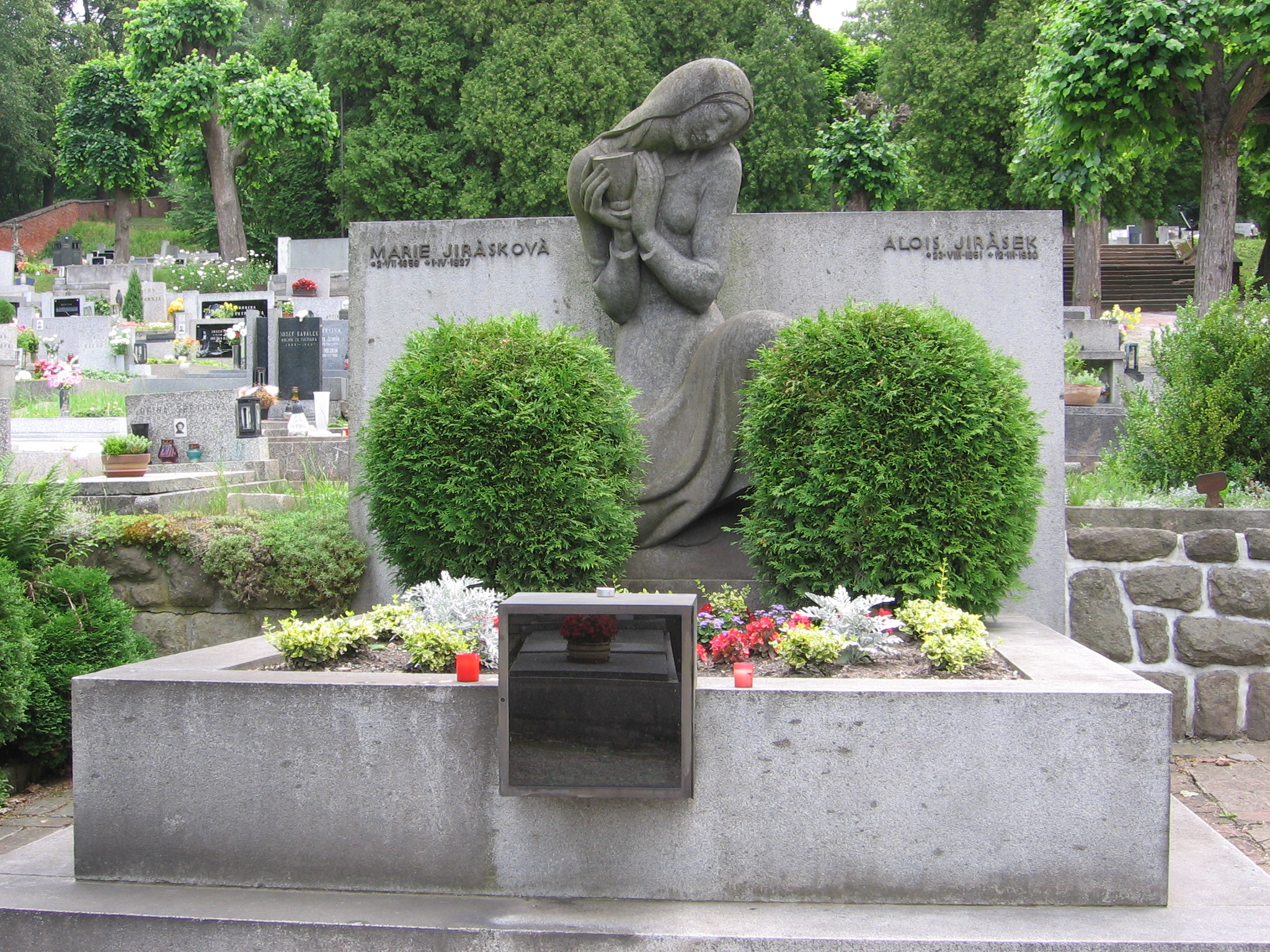
Hrob Aloise Jiráska v Hronově

## Citát
Neznám čarovnější a češtější hru, než je „Lucerna“. Každá věta v ní je jako lípa, keř nebo kvítek vyrostlý z české země, až po tu mateřídoušku. Je v ní tolik poezie, lidové moudrosti i humoru, tolik národní hrdosti, že se stala milovanou hrou našeho lidu. Jirásek byl skromný, vděčný autor. Málomluvný, podmračený až přísný člověk, ale stačilo, aby promluvil, a každé jeho slovo hřálo. Byl už velmi nemocen, ale málokdy chyběl na nějaké zkoušce, tak miloval divadlo.
Zdeněk Štěpánek